# Rothenburgmuseum
Das Rothenburgmuseum (Eigenschreibweise RothenburgMuseum, bis 2019 Reichsstadtmuseum) ist das Museum der Geschichte der Stadt Rothenburg ob der Tauber. Es beinhaltet auf ca. 2500 m² Ausstellungsfläche ca. 30.000 Objekte aus den Themenbereichen Malerei, Skulptur, Kunsthandwerk, Waffen und Judaica. Das Museum befindet sich in den Räumlichkeiten des ehemaligen Dominikanerinnenklosters.

## Geschichte der Sammlungen
1871 hielt der Rothenburger Gewerbeverein zugunsten des Ankaufs eines frühbarocken Schrankes Lesungen und Rezitationen ab. Der Hintergrund zu dieser Aktion war, dass bereits in den 1850er und 1860er Jahren Kunst- und Kulturgut in Rothenburg verkauft, bisweilen wohl auch verschleudert wurde. Die Lokalzeitung „Fränkischer Anzeiger“ hatte vorher dazu aufgerufen, „Alterthümer“ ins ehemalige Fleischhaus am Marktplatz zu bringen, wo man sie gewinnbringend an englische und amerikanische Touristen verkaufen könne. Mit dem Ankauf des Schranks wollte man ein Gegensignal senden. Darüber hinaus beschloss 1898 der Verein Alt-Rothenburg, eine Sammlung kulturhistorischer Güter im Fleischhaus anzulegen und dem allgemeinen Trend zu Museumsgründungen zu folgen.
So entstand um 1918 das „Ortsmuseum“ im Fleischhaus, wo verschiedene Themenräume entsprechend dem Zeitgeschmack eingerichtet wurden. Parallel dazu schuf man bereits 1905 das „Lapidarmuseum“ in der Blasiuskapelle im Burggarten.
Als die Räumlichkeiten zu klein wurden und mit dem Ludwig-Siebert-Fonds sich finanzielle Spielräume eröffneten, verlegte man beide Sammlungen 1936 in das ehemalige Dominikanerinnenkloster im Klosterhof. Der Frankfurter Kunsthistoriker Albert Rapp wurde zur Inventarisierung herangezogen. Rapp bemühte sich, alles zu erfassen, was er vorfand, doch kannte er die lokalen Gegebenheiten nicht und ordnete Manches sehr pauschal ein.
Nach der Gleichschaltung der Vereine im Nationalsozialismus und der „Vereinigung“ des Vereins- und des städtischen Eigentums war es nach dem Zweiten Weltkrieg beinahe unmöglich geworden, beide Eigentumskomplexe wieder auseinander zu dividieren. 1947, während der Besetzung durch die Amerikaner, wurden 41 Zinngegenstände, die die Nazis bei Juden geraubt und im Museum ausgestellt hatten, zurückgegeben.
Von 1945 bis 1977 wurde das Museum ehrenamtlich betreut. Als 1974 ein großer Einbruchdiebstahl für das Verschwinden aller Fayencen und Gläser sorgte, wurde eine wissenschaftliche Leitung berufen. Von 1978 bis 2006 dauerten (mit Unterbrechungen) die inzwischen notwendig gewordenen Restaurierungsarbeiten.

## Sammlungsschwerpunkte
Die Sammlung umfasst ca. 30.000 Objekte mit historischen Gegenständen aus reichsstädtischer Zeit in städtischem Besitz sowie die Sammlungen des Vereins Alt-Rothenburg e.V. und der Stiftung Baumann.

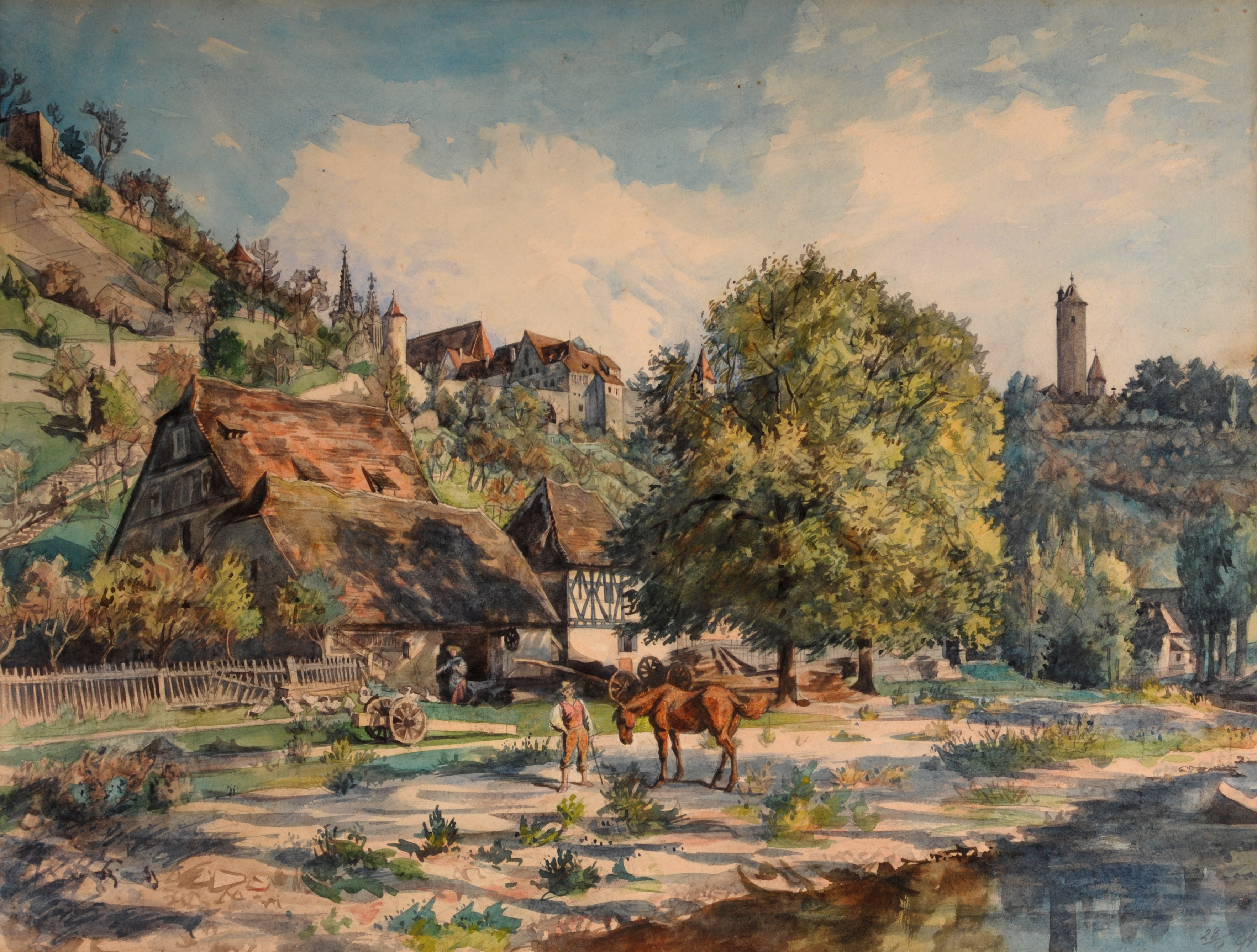
Theodor Alt: Die Bronnenmühle bei Rothenburg o.d.T., Aquarell, datiert 28. September 1894

Außerdem befindet sich der Nachlass des Malers Wilhelm Schacht (1872–1951) mit über 1200 Objekten sowie der von Theodor Alt (1846–1937), einem Maler des Leibl-Umkreises mit 1400 Zeichnungen, Aquarellen und Ölbildern in der Sammlung.
Von der evangelisch-lutherischen Kirchengemeinde St. Jakob zeigt das Museum Sakrale Geräte als Dauerleihgabe. Ebenfalls in der Sammlung befinden sich Objekte des Vereins Alt-Rothenburg, wie der Creußener Humpen (1667) des Altbürgermeisters Johann Gangolf Schwarz oder das Rothenburger Skizzenbuch (1885) von Hans Thoma. In der Abteilung für jüdische Altertümer werden 51 Grabsteine bzw. Grabsteinfragmente aus dem Mittelalter gezeigt, ein Pogromstein verkündet vom Rintfleisch-Pogrom von 1298.

### Stiftung Baumann
Ein bedeutender Neuzugang ist die Stiftung Baumann (Stiftung öffentlichen Rechts), die seit dem Jahr 2000 zum festen Bestandteil des RothenburgMuseums zählt, darunter bedeutende Stücke wie ein Jagdensemble der Marie-Antoinette, ein doppelläufiges Gewehr von Jérôme Bonaparte, ein Duellpistolenkasten von Fürst Klemens von Metternich und ein Jagdgewehr Friedrichs des Großen.
Außerdem gibt es eine vor- und frühgeschichtliche Abteilung und eine Sammlung von Fayencen, Modeln und Schlössern, ebenfalls zur Stiftung Baumann gehörig.

### Rothenburger Passion
Als eines der bedeutendsten Exponate gilt die „Rothenburger Passion“ von Martinus Schwarz. Sie ist auf 1494 datiert und umfasst 12 nahezu quadratische Tafelbilder. Sie war mit an Sicherheit grenzender Wahrscheinlichkeit an der Lettnerbühne der Franziskanerkirche in Rothenburg o.d.T. angebracht und wurde, als die Kirche zu Beginn des 19. Jahrhunderts zum Salzlager umfunktioniert worden war, entfernt und gelangte über Umwege in das Museum. Sie ist kulturhistorisch insofern von Interesse, als die Passion einen der wenigen Nachweise für eine gemalte Lettnerbühnenverkleidung darstellt. Kunsthistorisch lehnt sie sich stark an die Kupferstichpassion (1473–1489) des Martin Schongauer und an andere frühe Holzschneider und Kupferstecher an.

### Rothenburger Goldmünzschatz
Der Rothenburger Goldmünzschatz wurde 1999 in einem Haus am Grünen Markt, knapp 10 Zentimeter tief im Boden gefunden. Die Goldmünzkollektion wurde vermutlich 1680 im Zuge des Pfälzischen Erbfolgekrieges vergraben. 
Die älteste Münze stammt aus einem Kalifat des frühen 15. Jahrhunderts. Das wertvollste Stück ist eine Siebenbürger Münze von 1620 mit einem hohen Goldgehalt und einer feinen Prägung. Die jüngste Münze stammt aus dem Jahre 1678. Die Münzen dienten als Zahlungsmittel und weisen einen Goldgehalt von 90 bis 99 Prozent auf.

## Gebäude

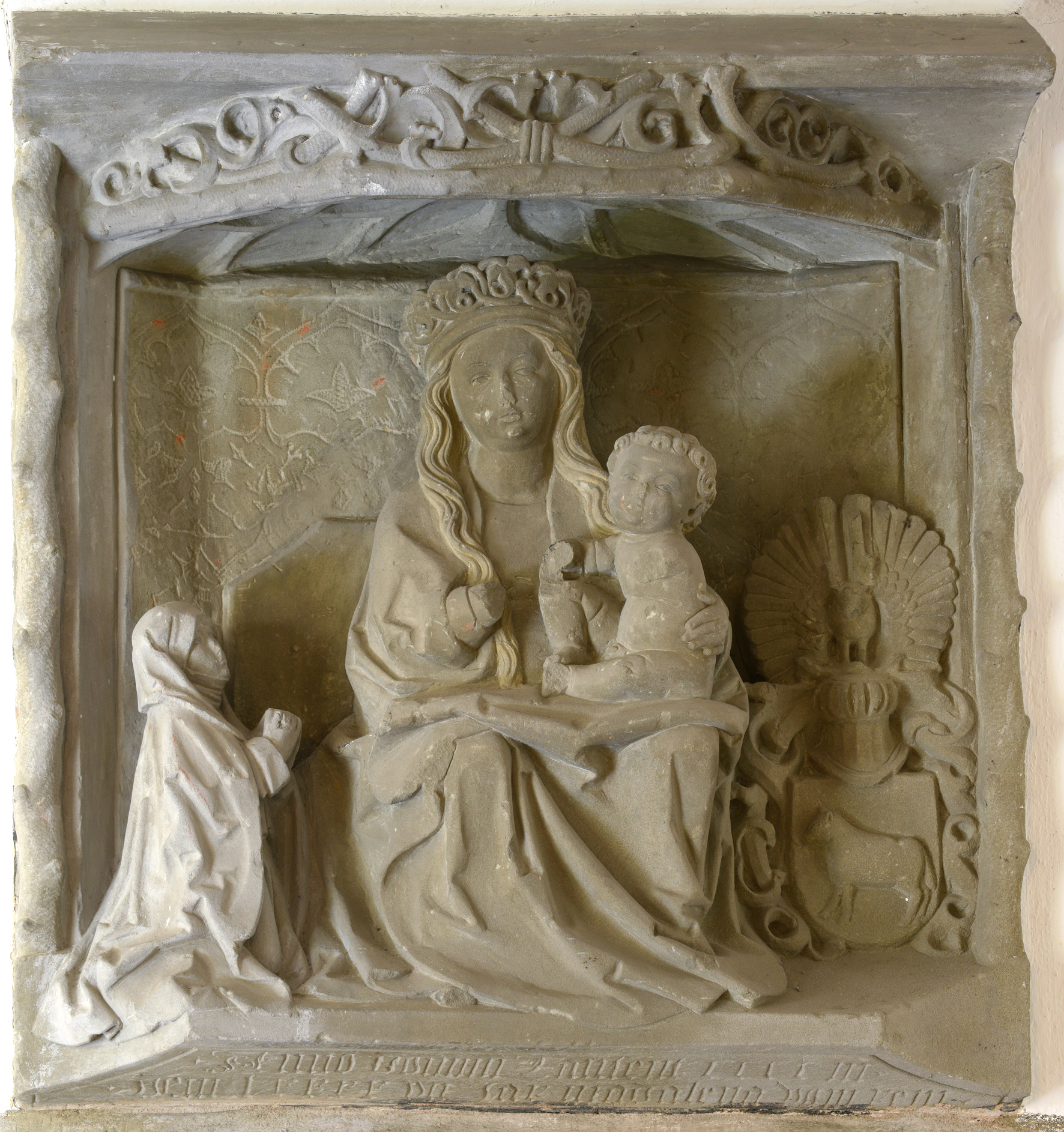
Relief mit der thronenden Maria mit Kind und der Stifterin Magdalena vom Rein (mit Wappen), über der Pförtnerstube des ehemaligen Dominikanerinnenklosters, datiert 1497

Das Museum befindet sich im ehemaligen Dominikanerinnenkloster der Stadt, das 1258 vom kaiserlichen Reichsküchenmeister Lupold von Nordenberg als Adelsstift gegründet worden war. Aus dieser Zeit stammt noch die Klosterküche, die – dendrochronologisch auf 1262 datiert – als eine der ältesten ihrer Art in Deutschland gilt. Der Kreuzgang wurde 1497 von der Priorin Magdalena vom Rein umgestaltet. Sie hatte bereits 1482 das Dormitorium neu errichtet. Die letzte Bauphase vor Aussterben des Konvents 1554 war die Anlage des Prioratsbaus im Westen (1519). Danach finden sich noch Rollwerkmalereien aus der Zeit um 1600 und ein aufwendig umgestalteter Festsaal (1723–1730), dessen Funktion bis heute ungeklärt ist, im Gebäude. Im 18. Jahrhundert diente der Komplex lange als landwirtschaftliches Areal, was gravierende Eingriffe im Ost- und Westflügel nach sich zog. Als nach 1802 Rothenburg bayerisch wurde, nutzte die Administration den Osttrakt, um dort ein Rentamt einzurichten. Damit einher ging 1812/13 die Zerstörung der Klosterkirche. Die letzten größeren Eingriffe fanden 1936 und 1980 statt, wo der Südkreuzgang restituierend wiederhergestellt wurde.